# Teodato Ipato
Teodato Ipato fut magister militum de Venise en 740 et le 4e doge de Venise élu en 742.

## Biographie
Diodato (ou Teodato et en latin Deusdedit)) est membre de la gens Ursia et fils de Orso Ipato, le doge assassiné en 737 qui avait osé s’opposer au pouvoir impérial de Léon III de Byzance.
Après la mort de son père, les Byzantins abolissent la charge ducale, instaurant une magistrature élective annuelle, celle de Magister Militum. Diodato devient 3e Magister Militum en 740.
À peine deux ans après, le dernier chef byzantin des soldats Giovanni Fabriciaco est déposé à l’issue d’une révolte, on lui crève les yeux, on le tond avant de l’exiler. Afin d’éviter la perte définitive de la province, les Byzantins se résolvent à reconnaitre à l’assemblée populaire des Vénitiens le droit d’élire en toute indépendance leur duc.

### Doge
Ainsi, à peine cinq ans après la mort de son père, Diodato est élu nouveau doge. Le siège du gouvernement est déplacé de Eraclea (Héraclée), jugée trop favorable à Byzance, à Malamocco et Diodato, reçoit aussi de Constantinople le titre de hypathos (consul) que les chroniqueurs ajoutent ensuite à son nom.
Après avoir construit la tour des Bebbe, un château dans l’actuelle zone de Brondolo et Cavanella Adige (Chioggia), il dispose de moyens de défense contre les Lombards et il peut aussi contrôler la voie de navigation entre Ravenne et la lagune.
Il n’intervient pas pour défendre Ravenne quand Aistolf assiège la ville et la conquiert, mais au contraire, il renouvèle l’ancien traité conclu avec Liutprand, ce qui lui aliène la sympathie de Byzance.
Après l'arrivée des Francs de Pépin le Bref, qui défont les troupes de Aistolf, Teodato se retrouve politiquement isolé et une conjuration nait au sein des Vénitiens emmenés par Galla Lupanio qui cherchent à se libérer d’un personnage désormais encombrant. En 755, Teodato subit le même sort que l’ancien chef militaire Fabriciaco qu’il avait déposé pour devenir doge : il est rendu aveugle, on le tond avant de le chasser.